# 크리스티나 슈미군
크리스티나 슈미군배히(에스토니아어: Kristina Šmigun-Vähi, 1977년 2월 23일 ~ )는 에스토니아의 크로스컨트리 스키 선수이다. 올림픽에서 금메달 2개, 은메달 1개를 획득했고, 세계 노르딕 스키 선수권 대회에서 총 6개의 메달을 획득했다.

## 경력
아버지인 아나톨리 슈미군과 어머니인 루트 레헤마는 저명한 크로스컨트리 스키 선수이다. 어릴 때부터 아버지에게 훈련을 받았으며, 2006년 2월 12일에 토리노에서 열린 2006년 동계 올림픽 15km 추적 종목에서 금메달을 획득했다. 슈미군은 올림픽에서 메달을 획득한 최초의 에스토니아 여성 선수가 되었다. 4일 후에는 10km 클래식에서 자신의 2번째 금메달을 획득했다.
2010년 2월 15일 밴쿠버에서 열린 2010년 동계 올림픽 10km 프리 경기에서 은메달을 획득했다. 같은 해 7월 2일에 은퇴를 선언했다. 선수 기간 동안 올림픽에서 금메달 2개, 은메달 1개를 획득하여 같은 종목 선수인 안드루스 베르팔루와 함께 에스토니아 최다 올림픽 메달리스트가 되었다.

## 개인사
2007년 7월 7일에 오랫동안 자신의 감독을 맡았던 크리스티안토르 배히와 결혼했다. 그 후 임신으로 인해 2007-08 시즌에 불참했고 다음 시즌인 2008-09 시즌에도 불참했다. 2008년 6월 딸인 빅토리아크리스 배히를 낳았고, 2011년 3월에 아들인 크리스토르 토미를 낳았다.